# Mom
Mom és una sèrie de televisió estatunidenca que es va estrenar a la CBS el 23 de setembre de 2013. Va ser creada per Chuck Lorre, Eddie Gorodetsky i Gemma Baker.
Situat a Napa (Califòrnia), l'argument gira al voltant del duo filla/mare disfuncional de Christy i Bonnie Plunkett, dues exalcohòliques que tracten de seguir endavant amb les seves vides i parelles mentre lluiten per seguir sòbries assistint a les reunions d'Alcohòlics Anònims.
La sèrie s'estrena amb Anna Faris i Allison Janney en els papers principals. En els papers secundaris ens trobem a Mimi Kennedy, Jaime Pressly, Beth Hall, William Fichtner, Sadie Calvano, Matt Jones, Blake Garrett Rosenthal, Spencer Daniels, Nate Corddry, French Stewart i Kristen Johnston.
La sèrie es filma davant un públic en directe i està produït per Warner Bros. Television i Chuck Lorre Productions. Mom ha rebut molts elogis de crítics i públic al llarg de la seva gravació, a més de concedir-li un gran crèdit a la seva escriptura i a les seves actuacions (destacant en particular la de Janney). Ha estat aplaudit per abordar temes de la vida real com l'alcoholisme, la ludopatia, la drogodependència, l'embaràs adolescent, els sensesostre, la recaiguda, el càncer, la mort, la violència domèstica, la sobredosi, l'avortament, la violació, l'obesitat, l'ictus i el trastorn per dèficit d'atenció amb hiperactivitat i tot això mantenint un equilibri hídric entre els aspectes humorístics i foscos d'aquests temes.
Mom ha rebut constantment altes qualificacions, amb una mitjana d'audiència de 11.79 milions, el que la converteix en la tercera comèdia de més audiència a la televisió als EUA. És una de les cinc millors comèdies amb adults de 25 a 54 anys i adults de 18 a 49 anys. L'espectacle ha rebut diversos elogis, amb Janney guanyant dos Premis Primetime Emmy consecutius per la millor actriu de repartiment en una sèrie de comèdia en 2014 i 2015 i sent nominada en 2016 i per ser la millor actriu principal en una sèrie de comèdia en 2017 i 2018. També ha collit múltiples nominacions en els Critics' Choice Television Award i els Premis People's Choice durant la seva edició.
El 5 de febrer de 2019, es va renovar per a les seves temporades setena i vuitena, amb la setena temporada d'estrena el 26 de setembre del 2019.

## Sinopsi
Mom segueix a Christy Plunkett (Anna Faris), una mare soltera que, després de tractar amb la seva lluita contra l'alcoholisme i l'abús de drogues, decideix reiniciar la seva vida a Napa, Califòrnia, treballant com a cambrera i assistint a reunions d'Alcohòlics Anònims. La seva mare Bonnie Plunkett (Allison Janney) també és una addicta en recuperació. La filla de Christy, Violet (Sadie Calvano), que va néixer quan Christy tenia 17 anys, també s'ha convertit en una mare adolescent juntament amb el seu xicot, Luke (Spencer Daniels). A més, Christy també té un fill petit, Roscoe (Blake Garrett Rosenthal) amb el seu exmarit, Baxter (Matt Jones).
Christy ha tornat a l'escola i està perseguint el seu somni de convertir-se en advocada, mentre que Bonnie intenta tenir una relació romàntica saludable amb el seu nou marit, Adam (William Fichtner). A través de tot, Christy i Bonnie confien en el seu sistema de suport d'AA, incloent-hi la sàvia Marjorie (Mimi Kennedy), l'adinerada i de vegades equivocada Jill (Jamie Pressly), l'excessivament emocional Wendy (Beth Hall), i la sorollosa però dolça Tammy (Kristen Johnston). Col·lectivament, s'ajuden mútuament a romandre sobris davant el que els doni la vida.

## Episodis
| Temporada | Episodi | Emissió Primera - Última | Emissió Primera - Última | Rang | Espectadors (en milions) |
| --------- | ------- | ------------------------ | ------------------------ | ---- | ------------------------ |
| 1         | 22      | 23 de setembre de 2013   | 14 d'abil de 2014        | 42   | 8.34                     |
| 2         | 22      | 30 d'octubre de 2014     | 30 d'abril de 2015       | 26   | 11.79                    |
| 3         | 22      | 5 de novembre de 2015    | 19 de maig de 2016       | 40   | 9.64                     |
| 4         | 22      | 27 d'octubre de 2016     | 11 de maig de 2017       | 29   | 9.43                     |
| 5         | 22      | 2 de novembre de 2017    | 10 de maig de 2018       | 19   | 10.96                    |
| 6         | 22      | 27 de setembre de 2018   | 9 de maig de 2019        | 23   | 10.22                    |
| 7         | TBA     | 26 de setember de 2019   | TBA                      | TBA  | TBA                      |

## Repartiment i personatges

### Principal
- Anna Faris interpreta a Christy Jolene Plunkett: és una mare soltera que ha passat sis anys sense beure i encara lluita amb la sobrietat i una addicció simultània al joc. Ara sòbria, s'esforça per ser un bon exemple per al seu fill Roscoe i recuperar la confiança de la seva filla Violet, que es revela que està embarassada en el primer episodi. A més, intenta planxar les vores rugoses de la seva relació amb la seva mare Bonnie, a qui encara lluita per perdonar després d'una tumultuosa infància i un llarg allunyament. Christy després esbrina que el seu pare biològic, Alvin, es va quedar amb Bonnie després de ser donada de baixa de l'hospital la nit de Nadal després de tenir a Christy. Ubica Alvin i descobreix que és pare de dos fills casats i dirigeix un taller de reparació d'automòbils. Christy acaba desenvolupant un vincle amb Alvin, a qui ella introdueix amb la seva família, i arriba a veure'l com el pare que necessita en la seva vida. Igual que la seva mare, Christy també es va convertir en una mare adolescent quan va tenir a la Violet als 16-17 anys. El pare de Violet, Butch, va agredir físicament a Christy, que va intentar deixar-lo en nombroses ocasions. Finalment Christy va treballar per troba el coratge de deixar-lo per protegir la Violet. Antiga stripper, a Christy se li veu principalment treballar de cambrera. És breument ascendent a directora (després que Claudia es divorciï de Gabriel), però finalment torna a ser cambrera. Christy després decideix que vol tornar al col·legi per convertir-se en advocat i després fa una segona feina treballant com a ajudant per a Steve Casper, guanyant el títol de batxillerat i per aconseguir ser acceptada a la Facultat de Dret.
- Allison Janney interpreta a Bonnie Plunkett: és la mare de Christy, una alegre i cínica addicta en recuperació. Intenta recuperar l'amor i la confiança de la seva filla, a qui no va poder nodrir adequadament de petita. Va ser abandonada als quatre anys i es trobava en el sistema d'acolliment assistencial, passant de casa en casa on finalment va acabar coneixent a Alvin als 15 anys, el qual va deixa-la embarassada als 17 anys i van tenir a la Christy. Així i tot, Alvin les va abandonada a les dues a l'hospital la nit de Nadal. Bonnie ha afirmat que gairebé va plantejar a Christy l'adopció, però no va ser possible. A partir d'aquest moment, va intentar donar el millor d'ella per cuidar a Christy. Tot i això, Bonnie preferia anar de festa i a beure en lloc de quedar-se a casa. Amb temps i molta teràpia, Bonnie va aconseguir trobar l'equilibri i ara vol posar-se al dia, revelant-li a Christy el seu passat, inclòs qui és el seu veritable pare i com trobar-lo, així com la seva carrera professional anterior com a traficant de drogues. Va patir una recaiguda a la primera temporada després de perdre la feina i l'apartament i va haver de mudar-se amb Christy, Violet i Roscoe. Després que Christy es tornés a connectar amb el seu pare biològic Alvin, Bonnie es va adonar lentament que encara tenia sentiments per a ell, i els dos van començar a mantenir una relació al començament de la temporada 2. Això va ser tallat poc després que Alvin patís un atac de cor i morís, deixant a la seva família impactada. Després de patir una ferida a l'esquena, Bonnie es va enganxar a la medicació contra el dolor que li havia prescrit, cosa que va provocar una altra recaiguda. A la temporada 3, va conèixer a la seva mare biològica, i a la temporada 4 va conèixer el seu mig-germà Ray després de morir la seva mare. Actualment dirigeix l'edifici d'habitatges on viuen ella i Christy. A la temporada 6, se li va diagnosticar TDAH i va començar a veure un terapeuta per tractar-lo.
- Sadie Calvano interpreta a Violet Plunkett (repartiment principal de les temporades 1-3; la temporada 4 recurrent; la temporada 6 de convidats): filla de Christy i mitja germana gran de Roscoe. Violet és una noia treballadora, intel·ligent i segura d'ella mateixa que està molesta amb la seva mare, que mai va tenir temps de cuidar els seus fills i no va poder complir un veritable paper matern. Després de tenir el bebè del seu xicot Luke, Violet va prendre la decisió de donar el seu nadó en adopció perquè sentia que aquesta era la millor manera de trencar el cicle repetit de la família i donar-li una millor oportunitat que la que va tenir ella mateixa, la seva mare o la seva àvia. El pare de Violet abusava fiscament de Christy, pel que aquest va mentir a Violet sobrer qui era portant-la a una tomba a l'atzar i dient-li que el seu pare era mort. Durant la segona temporada, en una petita espiral descendent de mal comportament, Violet enganya a Luke i tallen. Posteriorment es dedica a Gregory Munchnik, un professor de psicologia de la seva universitat, però finalment ell trenca el compromís. Després d'intentar que Violet treballi i maduri com a persona torna a casa i es retroba amb Luke. Violet torna a la temporada 6 com a amfitriona d'un exitós podcast anomenat "La mare de tots els problemes" on esbossa en gran detall totes les terribles accions passades de Christy; es revela que Christy i Violet no han parlat en més d'un any (tot i que roman en contacte amb Bonnie) i Violet deixa clar que el passat no es pot canviar i creu que és més saludable no tenir cap relació amb Christy en el futur.
- Matt Jones intepreta a Baxter (repartiment principal temporades 1 a 3; temporada 4 recurrent; temporada de convidats 5 a 6): l'exmarit de Christy i el pare de Roscoe. Dolç i encantador, però molt inestable, és incapaç de mantenir una relació seriosa o una feina estable durant molt més d'un mes. Estima la vida fàcil i sovint es fica en tractes fraudulents per fer diners. Malgrat els seus defectes, és un pare afectuós. Durant la segona temporada, sota la influència de la seva nova i adinerada núvia Candace, Baxter abandona la seva vida sedentària i es converteix en un venedor de cotxes.
- Nate Corddry interprerta Gabriel (repartiment principal temporades 1 a 2): interpreta al gerent del restaurant on Christy treballa. Casat amb una dona dominant que l'espanta una mica, Gabriel i Christyestan tenint una aventura que, finalment Christy acaba però, que el mateix Gabriel, amb freqüència i desesperadament tracta de renovar: reprenen breument la seva aventura a la temporada 2 quan Christy és advertida d'un possible acomiadament.
- French Stewart interrpreta al Xef Rudy (repartiment principal temporades 1 i 2; temporades de convidats 3, 5 i 7): és el cap de cuina del restaurant on Christy treballa com a cambrera. Un home dominant i difícil, fet a si mateix, Rudy actua com a superior en les seves relacions amb els altres. Ell és jactanciós i arrogant, sovint cridant als seus subordinats sense pèls a la llengua i no dubtarà a humiliar a qualsevol persona que s'oposa a ell. És reservat sobre el seu passat i distant de la gent, però surt breument amb Bonnie en un moment: durant aquest temps, es revela que és un fetitxista bisexual amb gustos cars i aficions que gaudeix robant menjar de restaurant.
- Spencer Daniels interpreta a Luke (principal repartiment en la temporada 1; temporada 2 recurrent; convidada temporada 4): un jove estudiant a qui li agrada gaudir de la vida i l'aventura. Portava una mica més d'un any amb Violet i la va deixar embarassada. Luke intenta demostrar a Christy que no és tan boig com sembla: sembla que estima de debò a Violet, mantenint-se al seu costat i recolzant-la durant tot el seu embaràs i, sovint, és més sensible cap a Christy que als seus propis fills, potser perquè els seus pares són fonamentalistes religiosos amb qui no es connecta. A la segona temporada, Violet, durant la seva espiral descendent, va enganyar a Luke i ell va trencar amb Violet. A la quarta temporada, Luke sembla que es desintoxica i aconsegueix una feina remunerada amb una companyia de videojocs, això fa que Violet és plantegi donar-li una altra oportunitat. Violeta revela a la temporada 6 que ella i Luke han acabat la seva relació.
- Blake Garrett Rosenthal com Roscoe Plunkett (repartiment principal temporada 1 i 3; temporada 4 recurrent): El fill de Christy i Baxter i mig germà de Violet. Va experimentar amb marihuana al cap de dotze anys. No ha aparegut des de la temporada 4, i es diu que se'n va anar a viure amb Baxter i la seva nova esposa Candace.
- Mimi Kennedy interpreta a Marjorie Armstrong-Perugian (recurrent temporada 1; repartiment principal de la temporada 2 fins a l'actualitat):[8] és padrina de Christy i Bonnie en AA. En el passat va tenir problemes amb l'alcohol i les drogues i va ser diagnosticada de càncer de mama a la primera temporada i després d'un tractament extens, finalment, el va superar al final de la segona temporada. És mare d'un fill amb qui no va tenir cap relació ni contacte durant anys, fins que Christy el va convèncer perquè es tornés a connectar amb Marjorie després del diagnòstic de càncer. A través de Christy, es troba amb Victor Perugian, l'antic propietari de Christy, amb el qual decideix tenir una relació. Quan Víctor mor, es revela el seu costat vulnerable i les seves amigues fan tot el possible per ajudar a Marjorie per poder superar-ho.
- Jaime Pressly interpreta a Jill Kendall (repartiment temporada 2; repartiment principal de la temporada 3 fins a l'actualitat):[9] és una "socialite" rica i alcohòlica. Christy la va conèixer per primera vegada en una reunió d'AA i va decidir apadrinar-la, però Jill va patir diverses recaigudes abans que es posés sòbria completament. La seva mare havia lluitat amb la depressió i l'alcoholisme abans de suïcidar-se quan era una adolescent. Jill va portar aquest dolor amb ella durant tota la seva vida, i va culminar en la temporada 4, en l'aniversari de la mort de la seva mare. Després d'intentar quedar-se embarassada sense èxit, Jill decideix adoptar un nen d'acollida. Finalment se li dona una jove adolescent anomenada Emily, però per desgràcia aquesta abandona a Jill. Això fa que Jill mengi excessivament i la porti a guanyar pes (es tractava de cobrir l'embaràs de Pressly durant la cinquena temporada). Després d'una llarga estada a un balneari de salut, torna a la darrera meitat de la temporada 5 i pateix una altra recaiguda. Tot i estar vana i obsessionada amb la manera en què la veuen els companys, se li demostra que realment es preocupen pels seus amics i que utilitzen les seves experiències per ajudar-los amb els seus propis problemes.
- Beth Hall interpreta a Wendy Harris (temporada 2 recurrent; repartiment principal temporada 3 fins a l'actualitat):[10] Un membre del grup AA, sovint submisa i propensa a plorar constantment. Ella és una infermera titulada i un membre de Mensa International. La broma corrent en la sèrie és que ningú, incloent-hi els seus amics, l'escolta molt o la vol al voltant dintre del possible. A "A Pirate, Three Frogs, and a Prince", es va revelar que Wendy era alhora bisexual / pansexual / bicuriosa i atreta per Bonnie.
- William Fichtner interpreta a Adam Janikowski (recurrent temporada 3; repartiment principal temporada 4 fins a l'actualitat):[11] és l'últim fitxatge amorós de Bonnie i més tard espòs, un exespecialista d'acció en cadira de rodes, a qui va conèixer per telèfon després de marcar el nombre equivocat. Ell dona suport a la recuperació de Bonnie, encara que no sempre ho entén del tot. En la temporada 6, usa els seus estalvis de tota la vida per obrir un bar anomenat Barrelworks d'AJ.
- Kristen Johnston interprerta a Tammy Diffendorf (temporada convidada 5; temporada recurrent 6; temporada principal 7):[12][13] és una exconvicte que va ser la germana adoptiva de Bonnie per un curt temps en la seva adolescència. Es reconnecten després que Bonnie es creua amb ella mentre visitava una presó de dones. En sortir de la presó Tammy s'uneix a les reunions d'AA en la temporada 6. Després de viure temporalment a l'apartament de Bonnie i Christy es va mudar amb Marjorie. Quan ella torna a la seva antiga casa d'acollida on vivia amb Bonnie, es revela que el seu pare va matar la seva mare i ella va entrar en el sistema després d'això.

### Recurrent
- Reggie de Leon interpreta a Paul (temporadas 1 a 3, 5 a 7): El silenciós i a vegades submís "sous-chef" del chef Rudy.
- Kevin Pollak interprerta a Alvin Lester Biletnikoff (temporades 1 i 2): és el pare de Christy i l'exnuvi de Bonnie, el qual les va abandonar quan va néixer Christy. Quan Christy va trobar a Alvin estava va casat i amb dos fills. Tot i això, ell estima a Christy i fa el que pot per estar en la seva vida i ajudar-la, inclòs va reparar un cotxe usat per donar-li i tractar d'arribar als seus nets com un avi. Ell i Bonnie inicialment es van tractar amb menyspreu i odi pels diversos errors que cadascun d'ells ha van cometre en el seu passat, però van tornar a encendre la seva relació després que la seva dona el deixés i sobreviure a un atac de cor. En la temporada 2, Alvin pateix un segon i fatal atac al cor mentre era al llit amb Bonnie i mor.
- Octavia Spencer interrperta a Regina Tompkins (temporades 1 a 3): és una companya membre d'AA i gerent d'uns diners que va malversar que ara s'enfronta a una llarga sentència de presó. Encara ser una amiga propera, encara que qüestionable, de Christy i Bonnie normalment es menyspreen mútuament, però sota la superfície tenen algun afecte l'un per l'altre. A mitjans de la temporada 2, se li concedeix la llibertat condicional i es converteix en una cristiana nascuda de nou, que eventualment es muda amb Jill. Regina s'allunya dels seus amics després de decidir que ja no és alcohòlica i lluita sola amb la dissonància després de mudar-se al seu propi apartament.
- Courtney Henggeler interpreta a Claudia (temporades 1 a 3): és la rica i esnob esposa de Gabriel (més tard ex), que es fa càrrec del restaurant i nomena breument a Christy com a gerent.
- Mary Pat Gleason interpreta a Mary (temporades 1, 5 i 7): és una companya d'AA que és freqüentment interrompuda per Bonnie quan comparteix els seus problemes amb el grup ja que les seves anècdotes tendeixen a ser estranyes i esgarrifoses fins i tot pels estàndards dels addictes. Mary mor a la temporada 7 a la reunió d'AA per un aneurisma cerebral.
- Don McManus interpreta a Steve Casper (temporades 1 a 4): és un company d'AA i un advocat competent i esgarrifós però que ocasionalment ajuda a Christy, que es converteix en el seu becari a la temporada 2. Té una relació sexual casual amb Bonnie a la temporada 3. En la temporada 4, es mostra que està en Mèxic, escapant d'alguns problemes legals propis.
- Sara Rue interpreta Candace Hayes (temporades 2 a 4): és a nova esposa rica de Baxter, el qual sota la seva influència s'ha reformat. Ella dona molts cops subtils en la pobresa de Christy i sembla estar tractant de deixar a Christy a un costat per reemplaçar-la com la mare de Roscoe. L'hostilitat es torna molt més òbvia en la temporada 3, quan el ric pare de Candace, Fred (Harry Hamlin), comença a sortir amb Christy i Candace l'acusa d'estar sol amb ell pels seus diners. Finalment, Christy trenca amb Fred principalment perquè insulta i es burla de Candace per no fer res més que viure de la seva riquesa. Quan Candace (equivocada) somriu al veurre que Fred la va deixar, Christy li dona a Candace una abraçada i la calla dient "Sé per què ets tant gossa."
- Jonny Coyne interpreta a Victor Perugian (temporades 2 a 4): és l'antic propietari armeni de Christy que se sent atret per Marjorie, casant-se amb ella a la temporada 3. Més tard, Victor pateix un derame cerebral dos cops (tots dos fora de pantalla). El primer a la Temporada 5 el deixa incapacitat en gran manera, i el segon en la Temporada 6 és fatal.
- Amy Hill com Beverly Tarantino (temporades 2 a 5): és la llogatera de l'edifici d'apartaments on viuen Christy i Bonnie; li desagrada Bonnie i sempre està tractant d'aconseguir el seu acomiadament de la posició de gerent.
- Charlie Robinson interprerta al Sr. Munson (temporada 2 fins a l'actualitat): és un inquilí cec que viu a l'edifici d'apartaments on viuen Christy i Bonnie. És un veterà de la guerra del Vietnam que està lluitant contra el càncer de pròstata.
- David Krumholtz interpreta a Gregory Munchnik (temporades 2 i 3): és l'expromés de Violet i professor de psicologia a la universitat a la qual estudia.
- Emily Osment interprerta a Jodi Hubbard (temporada 3): és una jove drogoaddicta a qui Christy i Bonnie intenten ajudar a posar-se sòbria. Més tard mor d'una sobredosi de drogues.
- Lauri Johnson interpreta a Beatrice (temporada 3 fins a l'actualitat): és una cambrera del restaurant que serveix com un lloc recurrent per l'elenc.
- Missi Pyle interpreta a Natasha (temporades 4 a 5): és la mare biològica d'Emily, una alcohòlica a qui Christy coneix dels seus dies de striptease. Christy ajuda a Natasha a estar sòbria i recuperar la custòdia de la seva filla.

- Julia Lester interpreta a Emily (temporades 4 a 5): és la filla adoptiva adolescent de Jill i la filla biològica de Natasha.
- Leonard Roberts interpreta a Ray Stabler (temporades 4 a 5): és el germanastre de Bonnie que va ser un advocat reeixit a ser un addicte a la cocaïna.
- Steven Weber interpreta a Patrick Janikowski (temporada 5): és el germà menor d'Adam i un antic amor de Christy.
- Yvette Nicole Brown interpreta a Nora Rogers (temporada 5 a 6): és la padrina de Christy, que treballa com a presentadora de TV i es troba violant les seves regles sobre no interactuar amb gent fora d'AA, com li passa amb Christy. Al final de la Temporada 6, ella li diu a una devastada Christy que se'n va de Califòrnia per prendre un treball en una estació de televisió a Minneapolis.

- Sam Mcmurray interprerta a Ned (temporada 6): és un dels membres de Gamblers Anonymous on Christy assisteix; ell es converteix en el seu padrí.
- Susan Ruttan interpreta a Lucy (temporada 6): és un dels membres de Gamblers Anonymous en el grup de Christy.
- Will Sasso interpreta a Andy (temporada 6 fins a l'actualitat): és l'interès amorós de Jill que és oficial de policia i exmarine.
- Rainn Wilson interpeta a Trevor Wells (temporada 6 fins a l'actualitat): és el terapeuta de Bonnie que l'ajuda amb la seva TDAH.
- Paget Brewster interperta a Veronica Stone (temporada 7): és la nou cap del bufet d'advocats on trevalla Chisty.

### Convidats notables
- Jon Cryer i Lisa Joyner com ells mateixos (S01E01): clients en el Rustic Fig.
- Justin Long com Adam Henchy (S01E03, S01E06, i S01E08): l'interès amoós de Christy.
- Ed Asner com Jack Bumgartner (S02E05): un inquilí a l'edifici d'apartaments on Bonnie i Christy resideixen.
- Beverly D'Angelo com Lorraine Biletnikoff (S02E09, S02E11 i S02E12): exdona d'Alvin, odia Christy i Bonnie.
- Colin Hanks com Andy Dreeson (S02E09): El potencial interès amorós de Christy, la idea d'una nit divertida no és exactament el que esperava.

- Ellen Burstyn com Shirley Stabler (S03E01): la mare biològica de Bonnie, que la va posar en acollida quan era molt jove.
- June Squibb com Dottie (S03E01): una dona que, Christy pensa, podria ser l'àvia ideal.
- Judy Greer com Michelle (S03E03): una borratxa despreocupada que Christy i Bonnie es troben en un bar i tracten d'ajudar a aconseguir sòbria.
- Linda Lavin com Phyllis Munchnik (S03E07 i S03E21): mare de Gregory i la futura mare de Violet.
- Harry Hamlin com Fred Hayes (S03E08 i S03E09): el pare ric de Candace i el breu interès amorós de Christy.

- Rosie O'Donnell com Jeanine (S03E10 i S04E02): una exnúvia de Bonnie amb la qual ella i Christy vivien. Ella i Christy mantenen una relació tia-neboda.
- Joe Manganiello com Julian (S03E11): un nouvingut a Alcohòlics Anònims que Christy pren sota la seva ala.
- Rhea Perlman com Anya Perugian (S03E12): la cunyada armènia de Marjorie i la germana de Victor.
- Richard Schiff com Robert (S03E20): el direrctor de comunicacions de la Casa Blanca en un somni que va tenir Bonnie.
- Bradley Whitford com Mitch (S04E09 i S06E13): amic d'Adam que és un director de Hollywood amb una afició per l'alcohol.

- Nicole Sullivan com Leanne (S04E09 i S06E13): l'esposa borratxa de Mitch que va estar involucrada amb Adam.
- Chris Pratt com Nick Banaszak (S04E11): el nebot de Marjorie, un encantador instructor d'equitació a qui Christy persegueix, tot i que Marjorie li va declarar fora dels límits.
- Wendie Malick com Danielle Janikowski (S04E15 i S04E16): ex esposa d'Adam l'amistat de la qual confon amb Bonnie.

- Michael Angarano com Cooper (S05E03 i S05E10): la companya de classe més jove de Christy a la facultat de Dret i l'interès romàntic.
- Kristin Chenoweth com Miranda (S05E14): conseller de força interna de Jill que la va conèixer en la retirada de pèrdua de pes d'aquesta.
- Patti Lupone com Rita Gennaro (S05E19): l'exigent propietari de l'edifici que és gestionat per Bonnie.
- Constance Zimmer com Natalie Stevens (S06E03): professora rígida de Christy a l'escola d'advocats, que també és alcohòlica.

- Lois Smith com Clara Dickinson (S06E20): l'excuidadora de Bonnie i Tammy a l'antiga casa d'acollida.
- Kate Micucci com Patty (S07E01): una mare soltera que és membre de l'AA a la que Bonnie assisteix durant la seva lluna de mel amb Adam. Patty li demana a Bonnie que sigui la seva padrina.
- Reginald Veljohnson com Jim (S07E01): membre de l'AA a la que Bonnie assisteix durant la seva lluna de mel amb Adam.
- John Ratzenberger com Stan (S07E01): membre de la reunió d'AA a la que Bonnie assisteix durant la seva lluna de mel amb Adam.
- Kathleen Turner com Cookie (S07): un familiar perdut fa molt de temps que torna a la vida de Tammy.

## Producció

### Desenvolupament
Mom va ser un dels molts projectes que es van convertir en una prioritat per a CBS i Warner Bros quan es va presentar el desembre de 2012, en part a causa del nou acord de quatre anys de Lorre amb Warner el passat setembre. El 9 de maig de 2013, CBS li va donar llum verda per a una recollida de comandes en sèrie. Això també li dona a Lorre la distinció de tenir quatre sitcoms transmetent en una xarxa a partir de la temporada 2013-14. La setmana següent, la cadena va anunciar que col·locaria la sitcom a la nit de dilluns a les 9:30 PM (ET / PT) ranura de temps després de 2 Broke Girls. No obstant això, després de la cancel·lació de We Are Men, 2 Broke Girls es va traslladar a la ranura de 8:30 PM de l'espectacle, amb repeticions de la The Big Bang Theory ocupant el temps d'entrada de 9 PM a Mom fins al debut de la temporada de Mike & Molly el 4 de novembre de 2013. L'espectacle va rebre un ordre de primera temporada completa per 22 episodis el 18 d'octubre de 2013.
El 13 de març de 2014, CBS va anunciar la renovació de la segona temporada de Mom. La sèrie va passar dels dilluns a les 9:30 PM als dijous a les 8:30 PM per als primers catorze episodis fins que la sèrie es va traslladar als dijous a les 9:30 PM després de l'estrena de la sèrie The Odd Couple i el final de la sèrie Two and a Half Men.
Per a la tercera temporada, l'enfocament es va tornar més sobre Christy i Bonnie i el seu grup d'AA, mentre que el conjunt restaurant, els nens, i els papers Baxter es van reduir significativament.

### Càsting
La sèrie li dona a Faris, que havia protagonitzat diversos programes de televisió entre els seus projectes cinematogràfics i que havia estat buscada per altres projectes de televisió (incloent-hi un pilot fallit anomenat Blue Skies que s'estava produint per NBC), el seu primer paper de televisió a temps complet, ja que va aconseguir la part del personatge principal, Christy, el gener de 2013. El 28 de gener de 2013, Janney va ser el següent a pujar al projecte, interpretant a la mare de Christy. Matt Jones i Spencer Daniels van ser agregats a l'elenc el febrer de 2013, amb Jones interpretant a l'exmarit de Christy, Baxter, i Daniels prenent el paper de Luke, el nuvi de la filla de Christy, Violet.

## Difusió
A Austràlia, Mom va debutar a Nine Network el 9 d'abril de 2014. A Canadà, City transmet la sèrie simultàniament. A Grècia, Star Channel debuta la sèrie el 25 d'octubre de 2014. A l'Índia, Comedy Central (Índia) ha estat transmetent la sèrie fins a 2015. A Israel, l'espectacle es transmet en HOT Comedy central. En el Regne Unit, ITV2 debuta l'espectacle des del 20 de gener de 2014, des de la temporada 4 els espectadors del Regne Unit no han pogut gauidir de la sèrie.

### Sindicació
Mom va entrar en sindicació durant la tardor del 2017. La sèrie es dirigeix a les filials locals, així com a FXX, Paramount Network i Nick a Nite. Anteriorment es va emetre a TV Land, fins al 2 de juliol de 2018, quan va canviar les xarxes amb Two and Half Men per a Nick a Nite i a CMT. A part de FXX, les estacions són propietat de Viacom, que sovint comparteix la seva programació.

## Recepció

### Qualificacions
| Temporada | Interval de temps (EDT)           | Episodis | Primera emissió Data - Espectadors | Primera emissió Data - Espectadors | Darrera emissió Data - Espectadors | Darrera emissió Data - Espectadors | Temporada de televisió | Rang | Mitjana d'espectadors (milions) |
| --------- | --------------------------------- | -------- | ---------------------------------- | ---------------------------------- | ---------------------------------- | ---------------------------------- | ---------------------- | ---- | ------------------------------- |
| 1         | Dilluns a les 9:30 PM             | 22       | 23 de setembre de 2013             | 7.99 milions                       | 14 d'abril de 2014                 | 6.86 milions                       | 2013-14                | 42   | 8.34                            |
| 2         | Dijous a les 8:30, 9:00 o 9:30 PM | 22       | 30 d'octubre de 2014               | 11.13 milions                      | 30 d'abril de 2015                 | 8.78 milions                       | 2014-15                | 26   | 11.79                           |
| 3         | Dijous a les 9:00 PM              | 22       | 5 de novembre de 2015              | 7.28 milions                       | 19 de maig de 2016                 | 8.14 milions                       | 2015-16                | 40   | 9.64                            |
| 4         | Dijous a les 9:00 PM              | 22       | 27 d'octubre de 2016               | 7.02 milions                       | 11 de maig de 2017                 | 8.12 milions                       | 2016-17                | 29   | 9.43                            |
| 5         | Dijous a les 9:00 PM              | 22       | 2 de novembre de 2017              | 8.46 milions                       | 10 de maig de 2018                 | 7.97 milions                       | 2017-18                | 19   | 10.96                           |
| 6         | Dijous a les 9:00 PM              | 22       | 27 de setembre de 2018             | 7.94 milions                       | 9 de maig de 2019                  | 8.08 milions                       | 2018-19                | 23   | 10.22                           |
| 7         | Dijous a les 9:00 PM              | TBA      | 26 de setembre de 2019             | 6.25 milions                       | TBA                                | TBA                                | 2019-20                | TBA  | TBA                             |

### Resposta crítica
Mom s'ha trobat amb crítiques consistentment positives, amb molts elogis cap a la seva escriptura i actuacions del seu elenc, especialment la d'Allison Janney. El programa va rebre una puntuació Metacritic de 65 de 100 en la seva primera temporada, basat en les crítiques de 25 crítics, el que indica "crítiques generalment favorables". A Rotten Tomatoes, la primera temporada va rebre una qualificació d'aprovació del 70% basada en 40 revisions i una qualificació mitjana de 5.71 de 10.
El consens crític del lloc diu: "Anna Faris i Allison Janney comparteixen una química còmica innegable, i si les bromes són de vegades massa grolleres, Mom representa un intent sincer (i sovint enginyós) d'abordar els problemes d'addició" va comentar el Boston Herald. A més, Mark A. Perigard va donar una crítica positiva, escrivint: "Aquest és un material fosc, però Faris l'equilibra amb una genuïna bondat, capaç de rebregar les rialles de les línies més innòcues". El crític de la revista New York Matt Zoller Seitz va elogiar l'elenc, qualificant-lo de "gairebé perfecte".
La segona temporada va ser rebuda amb crítiques encara més positives. L'espectacle va rebre una puntuació de Metacritic de 81 sobre 100, el que indica "aclamació universal". En Rotten Tomatoes, té un índex d'aprovació de 88% basat en 8 opinions i una puntuació mitjana de 8.5 de 10.
La tercera temporada també va ser rebuda amb crítiques positives dels crítics, rebent una puntuació de Metacritic de 82 sobre 100, el que indica "aclamació universal". En Rotten Tomatoes, té un índex d'aprovació del 100% basat en 10 opinions i una puntuació mitjana de 8,33 de 10. El consens crític del lloc afirma: "Mom continua nodrint el gènere sitcom de múltiples càmeres amb narracions madures i meravelloses actuacions d'Anna Faris i Allison Janney, que totes dues manegen el drama reflexiu amb el mateix tacte hàbil com ho fan moment còmic".

## Premis

### 2014
- People's Choice Award:
1. Nova comèdia de TV preferida: nominada.
2. Actriu preferida en una nova comèdia de TV: Anna Faris i Allison Janney nominades.

- Critics' Choice Television Award:
1. Millor actriu de repartiment en una comèdia: Allison Janney guanyadora.
2. Millor artista convidat en una sèrie de comèdia: Mimi Kennedy nominada.

- Primetime Emmy Award: 
1. Actriu de repartiment destacada en una sèrie de comèdia: Allison Janney guanyadora.

### 2015
- People's Choice Award: 
1. Comèdia preferida de TV en red: nominada.

- 72 Golden Globe Awards:
1. Millor actriu de rerpartiment - Sèries, minisèries o pel·lícules de TV: Allison Janney nominada.

- Prism Awards:
1. Actuació en una sèrie de comèdia: Anna Faris nominada i Allison Janney guanyadora.
2. Episodis d'una sèrie de comèdia o història de diversos episodis: nominada.

- Critics' Choice Television Award: 
1. Millor sèrie de comèdia: nominada.
2. Millor actriu de repartiment en una comèdia: Allison Janney guanyadora.

- Primetime Emmy Awards: 
1. Actriu de rerpartiment destacada en una sèrie de comèdia: Allison Janney guanyadora.

### 2016
- People's Choice Award: 
1. Comèdia perferida de TV en red: nominada.
2. Actriu de TV còmica preferida: Anna Faris nominada.

- Critics' Choice Television Award: 
1. Millor actriu de repartiment en una comèdia: Allison Janney nominada.
2. Millor artista convidat en una sèrie de comèdia: Ellen Burstyn nominada.

- Art Directors Guild Awards: 
1. Excel·lència en el disseny de producció en una sèrie de càmeres múltiples: John Saffner nominat.

- Primetime Emmy Awards: 
1. Actriu de rerpartiment destacada en una sèrie de comèdia: Allison Janney nominada.
2. Fotografia excepcional per a una sèrie de càmeres múltiples: Steven V. Silver nominat.
3. Excepcional edició d'imatges multicàmera per a una sèrie de comèdia: Ben Bosse & Joseph Bella nominats.

- Critics' Choice Television Award: 
1. Millor actriu de repartiment en una comèdia: Allison Janney nominada.

### 2017
- People's Choice Award:
1. Actriu de TV còmica preferida: Anna Faris nominada.

- Primetime Emmy Awards: 
1. Destacada actriu principal en una sèrie de comèdia: Allison Janney nominada.
2. Excepcional edició d'imatges multicàmera per a una sèrie de comèdia: Joseph Bella nominat.

### 2018
- Primetime Emmy Awards:
1. Excepcional edició d'imatges multicàmera per a una sèrie de comèdia: Joseph Bella nominat.
2. Destacada actriu principal en una sèrie de comèdia: Allison Janney nominada.

- Critics' Choice Television Award:
1. Millor actriu en una sèrie de comèdia: Allison Janney nominada.

### 2019
- Primetime Emmy Awards:
1. Excepcional edició d'imatges multicàmera per a una sèrie de comèdia: Joseph Bella nominat.